# Religión de código abierto
La religión de código abierto es la que busca a Dios como ser universal y el estudio espiritual de la ciencia. Su organización es horizontal y está inspirada en el modelo del código abierto. A diferencia del ateísmo, que critica la forma de vida cultural mediante la parodia, la religión de código abierto busca el consenso de todas las posturas aún no resueltas por la humanidad. Usando la colectividad virtual, pretende unificar varias perspectivas o creencias mediante la religación entre Dios y el entorno humano. Entre ellas: la unión de los dogmas, la autosuficiencia, o el poder de la oración.
El primer movimiento basado en ese sistema se conoce como Yoísmo creado por el estadounidense Dan Kriegman en 1994 y lo describe como una arquitectura de inclusión de dogmas. Un concepto similar fue propuesto y desarrollado en Polonia con el nombre de Takara o espiritualidad abierta.